# E.S. Posthumus
Gli E.S. Posthumus sono stati un gruppo musicale statunitense formato a Los Angeles nel 2001 e attivo fino al 2010.

## Storia
Il gruppo venne formato nel 2000 dai fratelli Helmut e Franz Vonlichten. Helmut e Franz studiarono pianoforte con la loro madre. Dopo il diploma alla high school, Franz lavorò in vari studi di registrazione mentre Helmut frequentava e si diplomava all'UCLA, con una laurea in archeologia. La loro musica è stata presa in licenza da svariati film e produzioni televisive, venendo inclusa in numerosi trailer cinematografici e shows televisivi. Gli E.S. Posthumus hanno pubblicato tre album in tutta la loro carriera.
Il 22 luglio 2010 è stata annunciata la morte di Franz, avvenuta circa due mesi prima. Dopo aver comunicato la morte del fratello, Helmut ha affermato che, sebbene vi fossero una o due canzoni non ancora pubblicate (tra le quali il loro singolo "Christmas Eve" pubblicato nel novembre 2010), il gruppo non sarebbe più rimasto attivo. Nel novembre del 2011 è stato annunciato che Helmut ha formato una nuova band, Les Friction, e ha pubblicato un'anteprima del suo nuovo lavoro con una traccia intitolata "Torture".

## Stile
Il loro stile è una forma di musica classica moderna in cui ritmi di batteria pop si incontrano con suoni orchestrali ed elettronici. La loro musica trae ispirazione dalla filosofia pitagorica, la quale afferma che "la musica è l'armonizzazione degli opposti: la conciliazione di elementi in conflitto tra loro". E.S. è un acronimo per "Experimental sounds" (suoni sperimentali), mentre Posthumus è un termine in latino maccheronico che dovrebbe significare "tutte le cose passate".

## Discografia

### Album
- 2001 - Unearthed
- 2008 - Cartographer
- 2010 - Makara